# Juan Carlos Aranda
Juan Carlos Aranda, né le 12 juillet 1963 à La Paz, et mort le 2 août 2015 dans la même ville, est un chanteur bolivien de cumbia.

## Biographie
Membre de plusieurs groupes successifs (Juan Carlos y Los Bucaneros, Los Puntos, Opus 4.40, La Orquesta Swingbaly, Alto Tráfico), il obtient un grand succès dans son pays avec son dernier groupe, Irreversible.

### Politique
En 2006, il se fait élire au parlement député de la 11e circonscription de La Paz pour le parti Poder democrático social (Podemos).

### Mort
Il meurt des suites d'une opération de chirurgie esthétique.